# Liste des chansons des longs métrages d'animation Disney
Cette liste répertorie toutes les chansons des Classiques d'animation produits par les studios Disney.
Les « Classiques Disney » sont classés selon leur numérotation sur les VHS/DVD.
Cette liste ne regroupe que les titres français des chansons utilisés dans les films.
La liste fait également apparaître les personnages interprétant les différentes chansons.

## Blanche-Neige et les Sept Nains(1937)
- Je souhaite/Un Chant : Blanche-Neige, le Prince
- Un sourire en chantant : Blanche-Neige
- Sifflez en travaillant : Blanche-Neige
- Heigh-Ho : Les Nains
- Bluddle-Uddle-Um-Dum : Les Nains
- La Tyrolienne des nains : Blanche-Neige et les Nains
- Un jour mon prince viendra : Blanche-Neige
- Heigh-Ho - Reprise: Les Nains
- Un Chant - Reprise : Le Prince et Chœurs
- Un jour mon prince viendra - Reprise : Chœurs

### Chansons éliminées
- Music in your soup: Blanche-Neige et les Nains
- You're never too old to be young: Les Nains

## Pinocchio(1940)
- Quand on prie la bonne étoile : Jiminy Cricket et Chœurs
- Un pantin de bois : Geppetto
- Sifflez vite, vite ! : Jiminy Cricket et Pinocchio
- Hi-Diddle-Dee-Dee : Pinocchio et Grand Coquin
- Sans aucun lien : Pinocchio
- Hi-Diddle-Dee-Dee - Reprise: Grand Coquin
- Quand on prie la bonne étoile - Reprise: Chœurs

### Chansons éliminées
- I'm a Happy-Go-Lucky Fellow : Jiminy Cricket. Cette chanson a été réemployée dans Coquin de printemps en 1947
- As I Saying to the Duchess : Grand Coquin
- Three Cheers for Anything : Crapule et Pinocchio

## Fantasia(1940)
- Toccata et Fugue en ré mineur : Orchestre de Philadelphie
- Casse-Noisette : Orchestre de Philadelphie
- L'Apprenti sorcier : Orchestre de Philadelphie
- Le Sacre du printemps : Orchestre de Philadelphie
- La Symphonie Pastorale : Orchestre de Philadelphie
- La Danse des heures : Orchestre de Philadelphie
- Une nuit sur le mont Chauve : Orchestre de Philadelphie
- Ave Maria : Orchestre de Philadelphie

## Dumbo(1941)
- Voici le messager : Narrateur et chœur
- Le Train du bonheur : Chanteur
- La Livraison à Mme Jumbo : La Cigogne
- On doit dresser le chapiteau : Chœur
- Mon tout petit : Mme Jumbo
- La Marche des éléphants : Chœur
- Voir voler un éléphant : Les Corbeaux

## Bambi(1942)
- L'amour est éternel : Soliste et chœurs
- La Chanson de la pluie : Chœurs
- La Chanson du printemps : Chœurs
- Je chante pour toi : Bambi et Féline
- Batifolage : Maître Hibou
- La chanson de Panpan : Panpan
- L'amour c'est le refrain : Chœurs

## Saludos Amigos(1942)
- Saludos Amigos : Chœur
- Aquarela do Brasil : Chanteur
- Tico Tico No Fuba : José Carioca

## Les Trois Caballeros(1944)
- Les Trois Caballeros : Donald Duck, José Carioca et Panchito
- Baia : Donald Duck et José Carioca
- Os Quindines de Iaia : Soliste, Donald Duck et Chœurs
- La Chanson du bonheur : Soliste
- Mexico : Soliste

## La Boîte à musique(1946)
- The Martins and the Coys : The King's Men
- Blue Bayou : The Ken Darby Chorus
- All the Cats Join In : Benny Goodman et son Orchestre
- Si vous m'aimiez autant que je vous aime : André Dassary
- Casey at the Bat : Jerry Colonna
- Deux silhouettes : Renée Lebas
- Pierre et le Loup : Instrumental
- After You've Gone : Benny Goodman
- Johnnie Fedora et Alice Bluebonnet : Édith Piaf et les Compagnons de la chanson
- La Baleine qui voulait chanter au Met : Nelson Eddy

## Mélodie du Sud(1946)
- Chanson du sud : Chœurs
- Zip-a-Dee-Doo-Dah : Oncle Rémus
- Chacun de nous a son p'tit coin de bonheur : Frère Lapin
- Comment ça va ? : Chanteur
- Uncle Remus Said : Chanteur
- Sooner or Later : Tante Tempy
- Who Wants to Live Like That ? : Chanteur
- Let the Rain Pour Down : Chanteur
- All I Want : Chanteur

## Coquin de printemps(1947)
- Farandole et Fantaisie : Jiminy Cricket et chœur
- Un monde enchanteur : Dinah Shore et chœur
- Ce n'est qu'un rêve un peu fou : Dinah Shore et chœur
- Dites « je t'aime » avec une claque : Dinah Shore et chœur
- Ah ! Bonjour le printemps : Harpe Magique
- Fi Fai Fo Fum : Willie le géant
- C'est parfois vrai un rêve : Harpe Magique

## Mélodie cocktail(1948)
- Le Temps d'une chanson : Chanteur soliste
- C'est un souvenir de décembre : Marie Myriam
- Bumble Boogie : Chanteurs soliste
- Johnny Pépin-de-Pomme : Chanteur soliste
- Le ciel est bon pour moi : Chanteurs soliste
- Un tour à l'endroit, un tour à l'envers : Chanteurs soliste
- C'est l'ouest qu'il te faut : Chanteurs soliste
- Petit Toot : Chanteuse soliste
- Gloire à l'arbre : Chanteurs soliste
- C'est la faute de la samba : Chanteuses soliste
- Ma belle ombre bleue : Chanteurs soliste
- Le Cow-boy du Texas : Chanteur soliste

## Danny, le petit mouton noir(1949)
- Si cher à mon cœur : Soliste
- Tu dois faire avec ce que tu as : Le hibou et chœur
- Lavande bleue : Soliste
- Billy Boy : Grand-mère et Hiram
- C'est la ténacité qui te fait triompher : Le hibou et chœur
- Jerry Kincaid : Hiram
- La Grande Foire : Le hibou et chœur

## Le Crapaud et le Maître d'école(1949)
- Ichabod and Mr Toad : Chœurs
- Nous galopons, galopons, galopons : M. Crapaud et Cyrille
- Ichabod Crane : Soliste et Chœurs
- Katrina : Soliste et Chœurs
- Le Cavalier Sans-tête : Soliste et Chœurs

## Cendrillon(1950)
- Cendrillon : Chœur et Soliste
- Tendre Rêve : Cendrillon
- Doux Rossignol : Javotte et Cendrillon
- Les Harpies : Jac et les autres souris
- Les Harpies - Reprise : les souris
- Tendre Rêve : les souris
- Tendre Rêve - Reprise : Chœurs
- Bibbidi-Bobbidi-Boo : La Marraine
- C'est ça, l'amour : Cendrillon et le Prince
- C'est ça, l'amour - Reprise: Cendrillon
- Tendre Rêve - Final : Chœurs
- Tendre Rêve - Version Pop: Soliste

## Alice au pays des merveilles(1951)
- Pays du Merveilleux : Chœur
- Dans le monde de mes rêves : Alice
- Je suis en r'tard : Le Lapin blanc
- Je suis l'mat'lot : Dodo
- La Course saugrenue : Dodo et Chœur
- Votre santé est bonne : Tweedle Dee et Tweedle Dum
- Le Morse et le Charpentier : Tweedle Dee et Tweedle Dum
- Le Père François : Tweedle Dee et Tweedle Dum
- On va griller le monstre : Dodo et le Lapin blanc
- Un matin de mai fleuri : Les Fleurs et Alice
- A-E-I-O-U : La Chenille
- C'est l'heure où le long crocodile : La Chenille
- Les Rhododendroves : Le Chat de Chester
- Un joyeux non-anniversaire : Le Lièvre de Mars, le Chapelier Toqué et Alice
- Fais dodo : Le Loir
- Ce que je dois faire : Alice
- Peignons les roses en rouge : L'As, le 2 et le 3 de Trèfle et Alice
- Qui ose peindre mes roses en rouge ? : La Reine de Cœur
- Un joyeux non-anniversaire - Reprise: Le Lièvre de Mars, le Chapelier Toqué, La Reine de Cœur et Alice

## Peter Pan(1953)
- La Deuxième Petite Étoile : Soliste et Chœur
- Tu t'envoles : Chœur
- La Piraterie : Les Pirates
- À la file indienne : Jean, Michel et les Enfants perdus
- Pourqu' HAW : Les Indiens
- Le Besoin d'aimer : Wendy
- Le Roi des voleurs : Capitaine Crochet, Mouche et les Pirates
- Tu t'envoles! - Reprise: Chœurs
- NeverLand : Soliste
- Ne souriez jamais à un crocodile

### Chanson éliminée
- The Boatswain's Song : Capitaine Crochet et les Pirates

## La Belle et le Clochard(1955)
- Belle Nuit : Chœurs
- La Paix sur Terre : Soliste et Chœur
- Trois pas par-ci, deux par-là : Jock
- Qu'est-ce qu'un bébé ? : Lady
- La La Lou : Darling
- La Chanson des Siamois : Si & Am
- Belle Nuit - Reprise: Tony, Joe et Chœurs
- Home Sweet Home : Les chiens
- Il se traîne : Peggy
- La Paix sur la Terre - Reprise: Chœurs

## La Belle au bois dormant(1959)
- J'en ai rêvé : Chœurs
- Douce Aurore : Chœurs
- Les Dons des fées : Chœurs
- Je voudrais: Aurore
- J'en ai rêvé - Reprise 1 : Aurore, Philippe et Chœurs
- Trinquons à ce soir : Stéphane et Hubert
- Sleeping Beauty: Chœurs
- J'en ai rêvé - Reprise 2: Chœurs

## Les 101 Dalmatiens(1961)
- Cruella d'Enfer : Roger
- Kanine Krunchies : Soliste
- La Maison du rêve : Roger et chœurs

## Merlin l'enchanteur(1963)
- La Légende d'Excalibur : Soliste
- Higitus Figitus : Merlin
- C'est c'qui fait qu'tout tourne rond : Merlin et Moustique
- C'est c'qui fait qu'tout tourne rond - Reprise: Moustique
- Higitus Figitus - Reprise: Merlin
- La Chose la plus compliquée : Merlin
- Zim zam ba rim bim : Madame Mim
- Pour notre roi : Hector et Pelimore

## Mary Poppins(1964)
- Chem Cheminée : Bert, Mary Poppins et les enfants
- Les Sœurs suffragettes : Mme Banks, Ellen et Mme Brill
- Je vis et mène une vie aisée : M. Banks
- Petite Annonce pour une nounou : Michaël et Jane
- Un Morceau de sucre : Mary Poppins
- Quelle jolie promenade avec Mary : Mary Poppins et Bert
- Supercalifragilisticexpialidocious : Mary Poppins et Bert
- Ne dormez pas : Mary Poppins
- C'est bon de rire : Oncle Albert, Mary Poppins et Bert
- Nourrir les p'tits oiseaux : Mary Poppins
- Deux pences : M. Dawes Sr., M. Banks et les Banquiers
- Prenons le rythme : Bert et les ramoneurs
- Laissons-le s'envoler : La famille Banks, Bert et Chœurs

## Le Livre de la jungle(1967)
- La Marche des éléphants : Colonel Hathi et les éléphants
- Il en faut peu pour être heureux : Baloo et Mowgli
- Être un homme comme vous : King Louie, Baloo et les Singes
- Il en faut peu pour être heureux - Reprise : Mowgli
- La Marche des éléphants - Reprise: Colonel Hathi et les éléphants
- Aie confiance : Kaa
- C'est ça l'amitié : Les Vautours, Mowgli et Shere Khan
- Ma maison sous le chaume : Shanti
- Il en faut peu pour être heureux - Final: Baloo et Bagheera

## Les Aristochats(1970)
- Les Aristochats : Soliste
- Gammes et Arpèges : Marie, Berlioz et Duchesse
- Thomas O'Malley : O'Malley
- Tout le monde veut devenir un chat : Scat Cat, O'Malley, Marie et les chats
- She Never Felt Alone : Duchesse et O'Malley
- Tout le monde veut devenir un chat - Reprise: Scat Cat, O'Malley, Marie et les chats

### Chansons éliminées
- Oui Oui Marie!: Madame Bonfamille
- Pourquoi?: Marie et Madame Bonfamille

## L'Apprentie sorcière(1971)
- The Old Home Guard : Chœurs
- L'Âge de vos beaux rêves : Églantine
- Églantine : Emelius Browne
- Portobello Road : Emelius Browne et chœur
- Dans le bleu de la mer : Églantine et Emelius Browne
- Substitutiary Locomotion : Emelius Browne, Églantine et les enfants

## Robin des Bois(1973)
- Whistle Stop: Adam de la Halle
- Quel beau jour vraiment: Adam de la Halle
- Hier deux enfants : Marian
- Messire le roi de mauvais aloi : Petit Jean
- Pas à Nottingham : Adam de la Halle

## Les Aventures de Bernard et Bianca(1977)
- Qui veut me sauver ? : Soliste et chœurs
- Le Voyage : Penny
- S.O.S. Société : Le Président, Assemblée, Bernard et Bianca
- Demain, c'est un autre jour : Soliste
- Quelqu'un t'attend là-bas : Soliste
- Courage, petite sœur : Bianca

## Peter et Elliott le dragon(1977)
- Un petit point de lumière : Nora
- La Maison des collines : Les Gogans
- On s'aime beaucoup : Peter
- Un dragon ! : Lampie, Nora et chœur
- Ce n'est pas rien : Peter et Nora
- Docteur Terminus : Docteur Terminus, Hoagy et chœur
- Y'a du bonheur : Nora, Peter et chœur
- On va s'en mettre plein les poches : Docteur Terminus et Hoagy
- Belle Journée : Nora, Peter et Lampie
- Un acte de vente : Lena Gogan, Nora

## Les Aventures de Winnie l'ourson(1977)
- L'Univers de Jean-Christophe : Chœur
- Mains en l'air : Winnie
- L'Arbre à miel : Winnie
- Le Petit Nuage : Winnie et Jean-Christophe
- Winnie s'en sortira : Tous
- Le Grand Vent : Winnie
- C'est merveilleux d'être un tigre : Tigrou
- Les Éphélants et les Nouïfes : Chœur
- L'Orage : Chœur
- Héros Winnie et Porcinet : Tous

## Rox et Rouky(1981)
- Deux bons copains : Soliste
- Faute d'éducation : Big Mama
- Chasseur avant tout : Amos Slade
- Pourquoi faut-il se quitter ? : Veuve Tartine et Chœur
- Le Secret de la séduction : Big Mama

## Taram et le Chaudron magique(1985)
- Au fond des âges : Dalben
- Ypidap - Padoo - Dap : Gurgi (seulement dans la version originale)
- Un savoir que j'ignore : Taram
- On me fera chevalier : Ritournel
- Taram et le chaudron magique : Douchka
- The Horned Kingdu Seigneur des Ténèbres

## Basil, détective privé(1986)
- Le Grand Génie du mal : Ratigan et ses acolytes
- Laissez-moi vous gâter : Chanteuse de la taverne
- Bye Bye déjà : Soliste

## Oliver et Compagnie(1988)
- Il était une fois à New York City : Soliste
- Mais pourquoi m'en faire ? : Roublard
- Des rues en or : Rita
- La perfection, c'est moi : Georgette
- Bonne Compagnie : Jenny

## La Petite Sirène(1989)
- Dans les profondeurs de l'océan : Chœurs
- Filles du roi Triton : Les sœurs d'Ariel
- Partir là-bas : Ariel
- Partir là-bas - Reprise 1: Ariel
- Partir là-bas - Reprise 2: Ariel
- Sous l'océan : Sébastien et Chœurs
- Pauvres âmes en perdition ouPauvres âmes infortunées : Ursula
- Les Poissons : Le cuisinier
- La Chanson de Vanessa: Vanessa
- Embrasse-la : Sébastien et Chœurs
- Partir là-bas - Final: Chœurs

### Chanson éliminée
- One Dance : Ariel

## La Bande à Picsou,: le Trésor de la lampe perdue(1989)
- La bande à Picsou (générique de fin): Jean-Claude Corbel

## Bernard et Bianca au pays des kangourous(1990)
- S.O.S. Société : Le Président, Assemblée, Bernard et Bianca

## La Belle et la Bête(1991)
- Prologue: Narrateur
- Belle : Belle, Gaston, LeFou et Chœurs
- Belle - Reprise: Belle
- Gaston : Gaston, LeFou et Chœurs
- Gaston - Reprise: Gaston et LeFou
- C'est la fête : Lumière, Mme Samovar et Chœurs
- Je ne savais pas : Belle, la Bête, Lumière, Mme Samovar et Big Ben
- Humain à nouveau : Tous les objets
- Histoire éternelle : Mme Samovar
- Tuons la bête : Gaston et Chœurs
- Histoire éternelle - Final : Chœurs
- La Belle et la Bête : Solistes
- La Belle et la Bête - Version Pop: Soliste

## Aladdin(1992)
- Nuits d'Arabie : Narrateur
- Je vole : Aladdin et Chœurs
- Je vole - Reprise: Aladdin
- Je suis ton meilleur ami : Génie
- Prince Ali : Génie et Chœurs
- Ce rêve bleu : Aladdin et Jasmine
- Prince Ali - Reprise: Jafar

## Le Roi lion(1994)
- L'Histoire de la vie : Soliste et Chœurs
- Le Rapport du matin : Zazu[1]
- Je voudrais déjà être roi : Simba enfant, Nala enfant et Zazu
- Soyez prêtes : Scar et les hyènes
- Hakuna matata : Timon, Pumbaa et Simba (enfant puis adulte)
- The Lion sleeps tonight- Timon et Pumbaa
- L'Amour brille sous les étoiles  : Simba adulte, Nala adulte, Timon et Pumbaa
- Est-ce que tu veux le manger? : Timon et Pumbaa
- L'Histoire de la vie - Reprise : Soliste

## Le Retour de Jafar(1994)
- Nuits d'Arabie : Soliste
- Je prends soin de ma vie : Iago
- Un Ami : Le Génie, Jasmine et Aladdin
- Oublie l'amour : Iago et Jasmine
- Tu n'es qu'un amateur : Jafar

## Dingo et Max(1995)
- Après demain : Max et membres de l'école
- Stand out : Powerline
- Sur la route : Dingo, Max et chœurs
- Lester's possum park : Lester et les Possums
- Ça va toujours pour nous : Max et Dingo
- I-2-I : Powerline
- High Hopes : Rick Logan
- Stayin' Alive : The Bee Gees

## Pocahontas, une légende indienne(1995)
- Virginie Compagnie : John Smith et Chœurs
- Virginie Compagnie - Reprise: John Smith et Chœurs
- Au son calme des tam-tams : Powathan
- Au détour de la rivière : Pocahontas
- Écoute ton cœur : Voix du vent et Grand-mère Feuillage
- L'Or de Virginie : Ratcliffe, Wiggins, John Smith et Chœurs
- L'Air du vent : Pocahontas
- Si je ne t'avais connu(e): Pocahontas et John Smith
- Des Sauvages : Ratcliffe, Powathan, Kekata et Chœurs
- Des Sauvages - Reprise : Ratcliffe, Powathan, Pocahontas et Chœurs
- Si je te n'avais connu(e) - Reprise : Pocahontas et John Smith
- L'Air du Vent : Soliste
- Si je te n'avais connu(e) - Version Pop : Solistes

### Chanson éliminée
- In the Middle of the River : Pocahontas et John Smith

## Toy Story(1995)
- Je suis ton ami : Woody
- Étrange, bizarre : Woody
- Jamais plus je ne volerai : Buzz
- Je suis ton ami : Woody

## Le Bossu de Notre-Dame(1996)
- Les Cloches de Notre-Dame : Clopin, l'Archidiacre et Frollo
- Rien qu'un jour : Frollo et Quasimodo
- Charivari : Clopin et les villageois
- Les bannis ont droit d'amour : Esméralda
- Une douce lueur : Quasimodo
- Infernale : Frollo
- Un gars comme toi : La Rocaille, la Muraille et la Volière
- La Cour des Miracles : Clopin et les gitans
- Les Cloches de Notre-Dame - Reprise: Clopin et Chœurs

### Chansons éliminées
- Someday : Esméralda
- In a Place of Miracle
- As Long As There's a Moon

## Aladdin et le Roi des voleurs(1996)
- C'est la fantasia à Agrabah : Le Génie, le Roi des voleurs, Jasmine, Aladdin, Iago, le Sultan et Chœur
- Tu n'es pas tombé du ciel : Jasmine et Aladdin
- Bienvenue aux quarante voleurs : Cassim, Iago et les voleurs
- Un père et un fils : Le Génie, Cassim et Aladdin
- Dites « oui » ou « non » : Sa'luk et les voleurs
- Nuits d'Arabie : Narrateur

## Hercule(1997)
- Le Gospel pur I : Les Muses
- Le Gospel pur II : Les Muses
- Le Gospel pur III : Les Muses
- Le Monde qui est le mien : Jeune Hercule
- Le Monde qui est le mien - Reprise: Jeune Hercule
- Il me reste un espoir : Philoctète
- De zéro en héros : Les Muses
- Jamais je n'avouerai : Meg et les Muses
- Une étoile est née : Les Muses
- Chansons éliminées :
- I can't believe my heart : Mégara

## Winnie l'ourson 2: Le Grand Voyage(1997)
- Pour toujours : Winnie l'ourson et Jean-Christophe
- L'aventure, c'est extraordinaire : Maître Hibou
- Si c'est écrit, c'est ainsi : Coco Lapin
- Mes lumières d'espoir : Chanteurs
- Lorsque tout va très bien : Chanteurs

## La Belle et la Bête 2: Le Noël enchanté(1997)
- Décorons l'arbre de Noël : Personnel du château
- Histoires : Belle
- Tant qu'il y aura Noël : Belle et le personnel du château
- C'est bête l'amour : Forté
- Les Compères hors pair : Lumière, Big Ben et Belle

## Mulan(1998)
- Honneur à tous : Mulan, Grand-mère Fa, Fa Li et Chœur
- Réflexion : Mulan
- Comme un homme : Shang et Chœur
- Une belle fille à aimer : Mulan, Yao, Chi-Fu, Shien-Pô, Ling et Chœur
- La décision : instrumental
- True to Your Heart : Soliste
- Réflexion - Version Pop: Soliste
- Réflexion - Version Longue: Mulan

### Chanson éliminée
- Mushu's Song

## Le Roi Lion 2: L'Honneur de la tribu(1998)
- Il vit en toi : Soliste et Chœur
- Nous sommes un : Simba et Kiara enfant
- Mon chant d'espoir : Zira, Nuka et Vitani enfant
- À Upendi : Rafiki
- L'Un des nôtres : Animaux de la savane
- L'Amour nous guidera : Kiara et Kovu adultes

## Pocahontas 2: Un monde nouveau(1998)
- Au seuil de mon avenir : Pocahontas
- Bienvenue à Londres : Pocahontas, John Rolfe et chœur
- Quand il vous verra : Mme Jenkines, John Rolfe
- Méfiez-vous des apparences : Le gouverneur Ratcliffe, bouffons et Chœur

## 1 001 Pattes(1998)
- The Time Of Your Life : Randy Newman

## Tarzan(1999)
- Entre deux mondes : Phil Collins
- Toujours dans mon cœur : Phil Collins et Frédérique Tirmont
- Enfant de l'homme : Phil Collins
- Trashin' The Camp : Rosie O'Donnell et chœurs
- Je veux savoir : Phil Collins

## Toy Story 2(1999)
- Western Woody : Présentateur télé
- Quand elle m'aimait : Jessie
- Je suis ton ami : Siffly

## Fantasia 2000(1999)
- Symphonie n° 5 : Orchestre symphonique de Chicago
- Les Pins de Rome : Orchestre symphonique de Chicago
- Rhapsody in Blue : Orchestre symphonique de Chicago
- Concerto pour piano n° 2 : Orchestre symphonique de Chicago
- Le Carnaval des animaux : Orchestre symphonique de Chicago
- L'Apprenti sorcier : Orchestre symphonique de Chicago
- Pomp and Circumstance : Orchestre symphonique de Chicago
- L'Oiseau de feu : Orchestre symphonique de Chicago

## Dingo et Max 2: Les Sportifs de l'extrême(2000)
- Future's so bright gotta wear shades : Pat MacDonald
- Don't give up : Steve Bartek
- Nowhere to run : Brian Holland, Lamont Dozier et Eddie Holland
- Pressure drop : Frederick Hibbert
- Shake your groove thing : Frederick J. Perrin et Dino Fekaris
- You make me feel like dancing : Leo Sayer et Vincent Poncia
- Come on get happy : Wes Farell et Danny Jansen
- Knock on Wood : Eddie Floyd et Stephen Lee Cropper
- Right Back Where We Started From : Pierre Tubbs et Vincent J.Edwards

## La Petite Sirène 2: Retour à l'océan(2000)
- Sous le soleil : Ariel, Sébastien et la foule
- Ce grand moment : Mélodie et Ariel
- Le titan Tip et le grand Flash : Flash (Dash), Tip et Mélodie
- La Terre et l'océan : Sébastien et la foule

## Les Aventures de Tigrou(2000)
- C'est merveilleux d'être un tigre : Tigrou
- Quelqu'un comme moi : Tigrou
- C'est tigrement bon : Tigrou et Petit Gourou
- Dors douce abeille : Winnie
- C'est une sacrée famille : Tigrou
- Comment être un tigre ? : Petit Gourou, Maman Gourou, Winnie, Bourriquet, Porcinet et Coco Lapin

## Dinosaure(2000)
- Can Somebody Tell Me : Orange Blue

## La Belle et le Clochard 2: L'Appel de la rue(2001)
- Venez : Chœur, Lady et Clochard
- Un monde sans barrières : Scamp
- Le Club des clébards : Le Caïd et sa bande
- Je n'avais jamais ressenti ça : Scamp et Ange
- La Famille : Scamp, Ange, Lady et Clochard
- Belle Notte : Solistes

## Kuzco, l'empereur mégalo(2000)
- Un monde parfait : Chanteur
- My Funny Friend and Me : Sting
- Snuff Out The Light : Eartha Kitt
- Walk the Llama Llama : Rascal Flatts
- One Day She'll Love Me : Sting et Shawn Colvin

## Atlantide, l'empire perdu(2001)
- Aussi loin que tes rêves : Lena K
- Atlantis : No Angels et Donovan

## Le Bossu de Notre-Dame 2: Le Secret de Quasimodo(2002)
- Le jour d'amour : Chœur
- J'imagine : Quasimodo
- Toi et moi : Quasimodo et Zéphyr
- Folie d'amour : Chœur

## Cendrillon 2: Une vie de princesse(2002)
- Bibbidi-Bobbidi-Boo : La Marraine
- Laisse parler ton cœur : Chanteurs
- Le Monde te respectera : Chanteurs
- Ce qui compte est à l'intérieur : Chanteurs
- Ôser ses rêves : Chanteurs

## Monstres etCie(2001)
- Si je ne t'avais pas : Sulli et Bob

## Lilo et Stitch(2002)
- He mele no lilo : Chanteur
- aloha e komo mai : Nani
- Hawaiian Rollercoaster Ride: chœur

## Peter Pan 2: Retour au Pays Imaginaire(2002)
- La Deuxième Étoile : Soliste
- Je crois : Jane
- Oh ! Hisse et Ho : M. Mouche
- Pour être l'un de nous : Peter Pan et les enfants perdus

## Les 101 Dalmatiens 2: Sur la trace des héros(2003)
- Je vois des taches : Roger
- Recommence : Soliste
- Kanine Krunchie : Fillettes

## La Planète au trésor, un nouvel univers(2002)
- Un homme libre : David Hallyday
- Always Know Where You Are : BB Mak

## Le Livre de la jungle 2(2003)
- Il en faut peu pour être heureux : Baloo et Mowgli
- Au rythme de la jungle : Mowgli, Shanti et les enfants du village
- La Marche des éléphants : Les éléphants
- Sauvagerie : Baloo et les animaux
- Être un homme comme vous : Chanteur soliste

## Les Aventures de Porcinet(2003)
- Winnie l'ourson : Soliste
- Si j'étais moins petit : Soliste
- L'instinct d'une maman : Soliste
- Chantons avec Winnie l'ourson : Winnie l'ourson et ses amis
- Plus il neigera : Soliste
- Deux, trois bons copains : Soliste
- Plus je pense à lui : Soliste

## Le Roi Lion 3: Hakuna Matata(2004)
- Creuse un tunnel : Suricates
- Ce que je veux : Timon
- Le lion s'endort ce soir : Soliste et chœurs
- Soleil levant, soleil couchant : Timon, Pumbaa et chœurs

## Le Monde de Nemo(2003)
- Beyond the Sea : Robbie Williams

## Frère des ours(2003)
- Les grands esprits : Chœur
- Je m'en vais : Phil Collins et Koda
- Bienvenue : Phil Collins, Chœur et Soliste
- Mon frère ours : Phil Collins
- Regarde dans mes yeux : Phil Collins

## Les Aventures de Petit Gourou(2004)
- La chasse aux œufs : Winnie et ses amis
- Les toiles d'araignées : Tigrou
- Renifler, éternuer : Winnie
- Fêter Pâques avec vous : Winnie et ses amis
- La manière de faire : Winnie et ses amis
- Le grand jour de Pâques : Coco Lapin

## Mickey, Donald, Dingo: Les 3 Mousquetaires(2004)
- Un pour tous : Le Troubadour et le régiment entier des mousquetaires
- Comme je suis beau : Pat Hibulaire
- Sans crier gare : Le Troubadour et le chœur
- La chanson de Pat : Pat Hibulaire
- Au fil de l'amour : Le Troubadour et le chœur
- Habañera : Dingo, Clarabelle et le chœur
- C'en est fini : Le Troubadour et le chœur
- L'opéra : Chœur
- Tous pour un : Mickey, Donald, Dingo et le régiment entier des mousquetaires.

## Mulan 2: La Mission de l'Empereur(2004)
- Première leçon : Mulan et les enfants
- Une belle fille à aimer : Ling, Yao et Chien-Po
- Comme les autres filles : Roz, Mei et Su
- Here beside me: Soliste

## La ferme se rebelle(2004)
- La ferme se rebelle : Chœurs
- Un petit coin de paradis au Far-West : Soliste
- Yodle-Adle-Eedle-Idle-Oo : Alameda Slim
- Le retour du soleil d'antan : Soliste

## Winnie l'ourson et l'Éfélant(2005)
- Winnie l'Ourson : Soliste
- Effrayants Affolants Éfélants : Tigrou et les autres
- Grand Petit Gourou : Maman Gourou et soliste
- Le Jeu du Nom : Lumpy
- Ensemble main dans la main : Soliste et chœurs

## Tarzan 2: L'Enfance d'un héros(2005)
- Partir loin : Phil Collins
- Qui je suis : Phil Collins

## Lilo et Stitch 2: Hawaï, nous avons un problème!(2005)
- Hawaiian Roller Coaster Ride (Remix) - Jump 5

## Chicken Little(2005)
- Un seul faux pas : Soliste
- Pour l'éternité : Soliste
- Tout défoncer : Soliste femme

## Kuzco 2: King Kronk(2005)
- Fidèle à ton groove : Chanteuse
- Comme à vingt ans : Yzma
- Camp Chimppamunka : Campeurs de Kronk

## Bambi 2(2006)
- C'est la vie : Chanteurs
- Quand reviens le printemps : Chanteurs
- Through Your Eyes : Chanteurs
- The Healing of a Heart : Chanteurs
- L'Amour est éternel : Chanteurs
- La Chanson du printemps : Chanteurs

## The Wild(2006)
- Real Wild Child : Everlife
- Good Enough : Lifehouse
- Big Time Boppin' : Big Bad Voodoo Daddy
- Really Nice Day : Eric Idle et John Du Prez
- Tales From The Wild : Alan Silvestri
- Clocks : Coldplay
- Lovin' You : Minnie Riperton
- Real Wild Child : Eric Idle et John Du Prez
- Bolly Boom Boom Boogie : Tony Phillips
- Der Flüschen Fläschen : Joey Miskulin

## Cars, quatre roues(2006)
- Real gone : Sheryl Crow
- Route 66 : Chuck Berry
- Life is a highway : Rascal Flatts
- Behind the clouds : Brad Paisley
- Our town : James Taylor
- Sh-boom : The Chords
- Route 66 : John Mayer
- Find yourself : Brad Paisley
- My heart would know : Hank Williams

## Le Sortilège de Cendrillon(2007)
- Une très belle année : Cendrillon, le prince, Javotte, Anastasie, Jaq, Gus et La Marraine
- Plus que des rêves : Cendrillon
- Thème d'Anastasie : Anastasie
- C'est au bal : Jaq et Gus

## Rox et Rouky 2(2007)
- Amis pour la vie : Soliste homme
- On est en harmonie : Groupe des chiens
- On est des champions : Cash
- Sois gentil et tais-toi : Dixie
- Au bout du monde : Soliste femme
- On va ensemble : Cash

## Disney Princess Enchanted Tales: Follow Your Dreams(2007)
- La Clé du Royaume: Aurora et Chœurs
- Peacock Princess : Jasmine et Iago
- I've got my eyes on you : Jasmine

## Ratatouille(2007)
- Le Festin: Camille

## Bienvenue chez les Robinson(2007)
- L'ami qui me croira : Soliste
- Ces petits bonheurs : Soliste

## Il était une fois(2007)
- Un baiser : Giselle et Edward
- Travailler bien en chantant : Giselle
- Comment savoir : Giselle
- Si près : Chanteur du bal
- Ever Ever After : Soliste
- That's Amore : Soliste

## Le Secret de la Petite Sirène(2008)
- Chanson d'Athéna : Athéna
- Une seule erreur : Marina Del Rey
- Sautez, bougez : Chanteurs du Club
- Je me rappelle : Ariel
- Et je chante : Chanteuse

## La Fée Clochette(2008)
- Les fées rêvent du printemps : Loreena Mc Kennitt
- Restons fidèles à nous-mêmes : Chanteuse
- Fly to Your Heart : Selena Gomez
- Gift of a friend : Demi Lovato

## WALL-E(2008)
Down to earth : Peter Gabriel

## Volt, star malgré lui(2008)
- Un chat, un chien et un rongeur : Soliste

## Clochette et la Pierre de lune(2009)
- Il suffit d'y croire : Soliste
- Les contes de fées d'antan : Lyria

## La Princesse et la Grenouille(2009)
- La Nouvelle-Orléans: Narrateur
- Au bout du rêve: Tiana
- Mes amis de l'au-delà: Facilier
- Humains pour la vie : Louis, Naveen et Tiana
- À travers le bayou: Ray
- Ma Belle Évangéline: Ray
- Creuse encore et encore: Mamma Odie et Chœurs
- La Nouvelle-Orléans: Tiana
- Never Knew I Needed: Soliste

## Raiponce(2010)
- Prologue: Mère Gothel et petite Raiponce
- Où est la vraie vie ?: Raiponce
- N'écoute que moi: Mère Gothel
- Où est la vrai vie ? - Reprise 2: Raiponce
- J'ai un rêve: Raiponce, Flynn, Hook-Hand Thug, Lord Jamie, le bandit amoureux et Chœurs
- N'écoute que moi - Reprise: Mère Gothel
- Je veux y croire: Raiponce et Flynn Rider
- L'incantation de la guérison: Raiponce
- Les larmes d'or: Raiponce
- Something that I want: Soliste
- Je voudrais: Solistes

### Chanson éliminée
- Où est la vrai vie ? - Reprise 1 : Raiponce

## Les Mondes de Ralph(2012)
- When Can I See You Again?
- Wreck-It, Wreck-It Ralph
- Sugar Rush

## La Reine des Neiges(2013)
- Le cœur de glace : Chœurs
- Je voudrais un bonhomme de neige : petite Anna
- Le Renouveau : Anna et Elsa
- L'amour est un cadeau : Anna et Hans
- Libérée, délivrée : Elsa
- Le chant du renne : Kristoff
- En Été : Olaf
- Le Renouveau - Reprise : Anna et Elsa
- Nul n'est parfait : les Trolls
- Libérée, délivrée - Version Pop : Soliste

### Chansons éliminées
- Love can't be denied
- We know better : petites Elsa et Anna
- Spring Pageant : Chœurs
- More than just the spare : Anna
- You're you : Hans et Anna
- Life's too short : Anna et Elsa
- Life's too short - Reprise : Elsa et Anna
- Reindeer(s) Remix : Kristoff

## Les Nouveaux Héros(2014)
- Immortals - Soliste

## Zootopie(2016)
- Try Everything : Gazelle

## Vaiana: La Légende du bout du monde(2016)
- Tulou Tagaloa
- An Innocent Warrior
- Notre terre (Where You Are) - Chef Tiu, Vaiana, Sina, Tala et les villageois
- Le Bleu Lumière (How Far I'll Go) - Vaiana
- L'Explorateur (We Know the Way) - soliste
- Le Bleu lumière (How Far I'll Go) (reprise) - Vaiana
- Pour les hommes (You're Welcome) - Maui
- Bling-bling (Shiny) - Tamatoa
- Logo Te Pate
- Je suis Vaiana [Le Chant des ancêtres] (I Am Moana [Song of the Ancestors]) - Tala et Vaiana
- Te Fiti (Know Who You Are) - Vaiana
- L'Explorateur (We Know the Way) - soliste
- Le Bleu lumière (How Far I'll Go) - soliste

## Ralph 2.0(2018)
- Zero - Soliste
- La Course Infernale - Vanellope, hank et un chœur
- In This Place - soliste
- Never Gonna Give You Up - Ralph (scène post-générique)

## La Reine des neiges II(2019)
- La Berceuse d'Ahtohallan (All Is Found) - la Reine Iduna
- Point d'avenir sans nous (Some Things Never Change) - Anna, Elsa, Olaf, Kristoff (Sven) et les chœurs
- Dans un autre monde (Into the Unknown) - Elsa
- Quand je serai plus grand (When I Am Older) - Olaf
- Le Chant du renne (Reindeer(s) Are Better Than People) - Kristoff (et les rennes)
- J'ai perdu le nord (Lost in the Woods) - Kristoff
- Je te cherche (Show Yourself) - Elsa et la Reine Iduna
- Libérée, Délivrée (Let It Go) - Elsa (extrait du premier film)
- Tout réparer (The Next Right Thing) - Anna
- Into The Unknown (Into The Unknown) - Panic! at the Disco (Générique de fin)
- All Is Found (All Is Found) - Kacey Musgraves (Générique de fin)
- Lost in the Woods - Weezer

## Raya et le dernier dragon(2021)
- Lead the Way - soliste

## Encanto: La fantastique famille Madrigal(2021)
- La Famille Madrigal (The Family Madrigal) - Mirabel, Alma et chœurs
- J'attends le miracle (Waiting On A Miracle) - Mirabel
- Sous les apparences (Surface Pressure) - Luisa
- Ne parlons pas de Bruno (We Don't Talk About Bruno) - Mirabel, Dolores, Félix, Camilo, Pepa et Isabela
- Que sais-je faire d'autre ? (What Else Can I Do?) - Isabela et Mirabel
- Dos Oruguitas - soliste
- Pour la vie (All of You) - Mirabel, Bruno, Alma, Dolores et Mariano
- Colombia Mi Encanto (générique) - soliste
- Two Oruguitas (générique) - soliste